# ژاکت

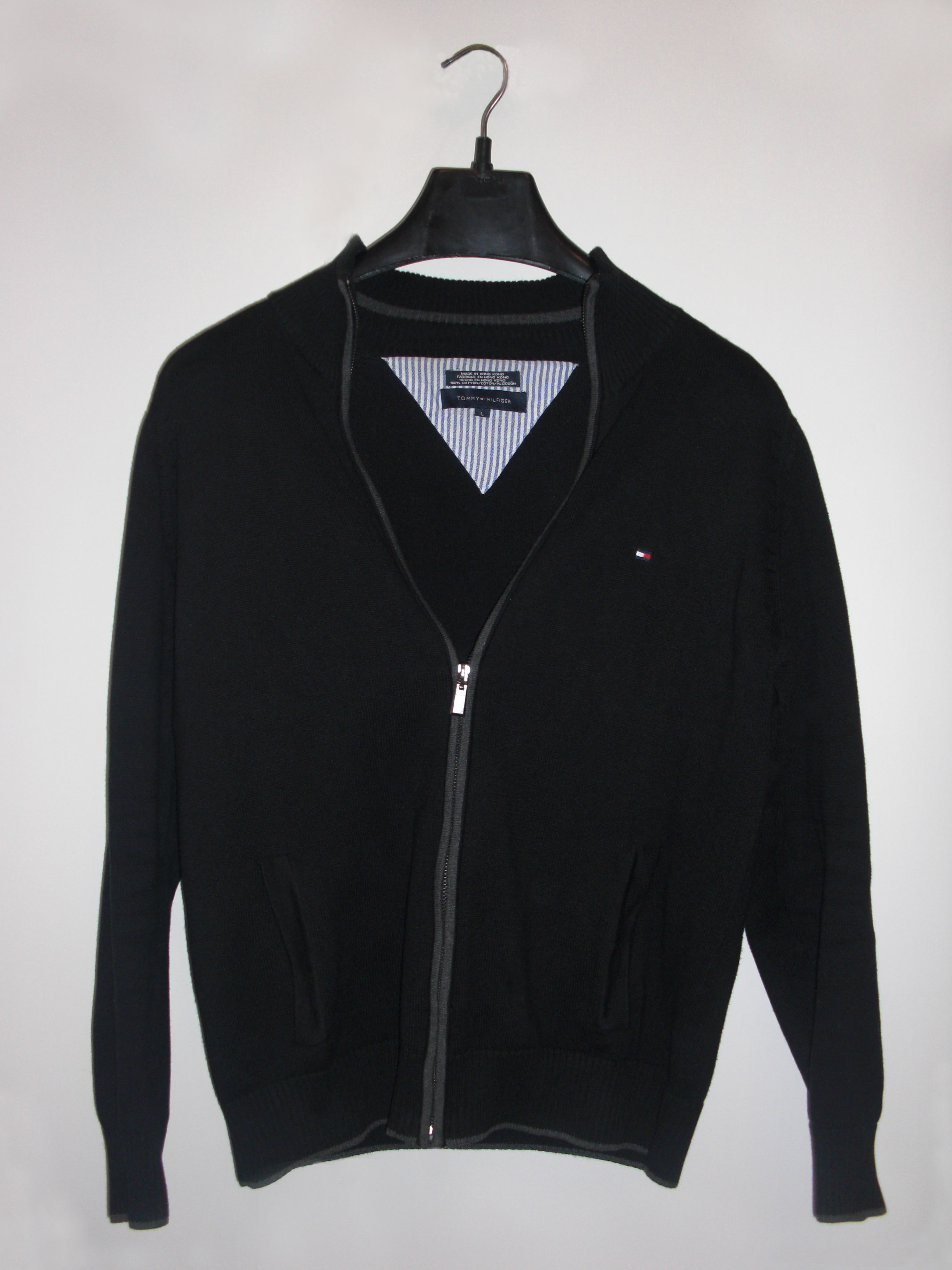
ژاکت با برند تامی هیلفیگر

ژاکِت (به انگلیسی: Jacket) پوشاکی است آستین بلند جلو باز که با دگمه یا زیپ بسته می‌شود و برای بخش بالایی بدن که از زیر گردن تا کمر آدمی کشیده شده‌است و از بدن در برابر سرما پشتیبانی و نگهداری می‌نماید.
ژاکت‌ها دارای آستین هستند به ژاکت بی‌آستین جلیقه گفته می‌شود. هم چنین بیش‌تر ژاکت‌ها چسبان بوده و به بدن آدمی می‌چسبند و کمتر از کت ایزوله هستند.

## ریشه یابی واژه
نام این پوشش از نام جیمز تامس برودنل هفتمین ارل کاردیگان اهل ولز گرفته شده‌است. او یک فرمانده بریتانیایی معروف در طول جنگ کریمه و حمله لایت بریگید در جریان نبرد بالاکلاوا بود. معروفیت برودنل به دلیل فرامینش در نبرد است که ۶۷۳ سواره نظام را در مأموریتی نافرجام به دره‌ای هدایت کرد که توپخانه روسها آن را به گلوله بسته بود. افرادش در ۲۰ دقیقه جان باختند و او شکست سختی خورد اما مردم بریتانیا از شکست یک افسانه باشکوه ساختند و از برودنل به عنوان یک قهرمان استقبال کردند. البسه او در این جنگ با نام او معروف شد زیرا ظاهراً هر افسر انگلیسی در این جنگ لباسی شبیه به ژاکتهای امروزی بر روی جلیقه ارتش می‌پوشید. از همین رو امروزه اینگونه ژاکت‌ها در زبان انگلیسی Cardigan خوانده می‌شود.
همچنین Cardigan صورت انگلیسی شده نام «Cardigion»، لقب و دیار تحت فرمانروایی برودنل در زبان ولزی است.

## لیست ژاکت ها
- ژاکت توپی ، اغلب به عنوان کاپشن بیس بال یا کاپشن فوتبال ، یک ژاکت که معمولا دستباف است ، یقه و کمر بافتنی و جلوی زیپ دار مشخص می شود.

- ژاکت تخت ، ژاکت ساخته شده از نخ که برای پوشیدن در رختخواب است.

- جارچی ، مشابه اما گاه به گاه بیش از یک ژاکت کت و شلوار. یک یا دو نفره از مواد محکم ، معمولاً با دکمه های فلزی.

- بلوزون ، یک ژاکت تا دور کمر به سبک نظامی.

- بولرو، یک ژاکت بسیار کوتاه است ، این ژاکت توسط گروه ماتادورها پوشیده می شد.

- ژاکت بمب افکن ، از این ژاکت برای خدمه آمریکایی استفاده می‌شد که جنس آن از چرم یا نایلون است.

- برانزویک ، لباس زنانه دو تکه در اواسط قرن هجدهم مد بوده است.

- کاراکو ، نوعی ژاکت زنانه که در قرن 18مورد استفاده بود.

- ژاکت صحرایی ، ژاکتی که سربازان در میدان جنگ می پوشند. ژاکت صحرایی در طول جنگ جهانی دوم برای اولین بار مورد استفاده قرار گرفت و ارتش ایالات متحده آمریکا مدل M-1941 و ژاکت صحرایی M-1943  این دو مدل ژاکت را برای جنگ استفاده کرد. معروف ترین و محبوب ترین نوع ژاکت نظامی که امروزه در بازار موجود است ، ژاکت صحرایی مدل M-1965 یا M-65 است که در سال 1965میلادی به نیروهای ارتش آمریکا داده شد.

- ژاکت فلک ، جلیقه زرهی که در قرن بیستم استفاده می‌شد.

- ژاکت پشمی ، ژاکت ساخته شده از پشم مصنوعی که اغلب از ماده پلارس پلار در ساخت این ژاکت استفاده می‌شود.

- ژاکت پرواز ، که به عنوان ژاکت بمب افکن هم شناخته می شود.

- ژیله ، ژاکت یا جلیقه بدون آستین است.

- ژاکت چرمی ، که به عنوان ژاکت موتورسیکلت سواران هم شناخته می شود.

- ژاکت هوشمند ، با سیستم گرمایش داخلی که تعبیه شده روی سینه ، دست و پشت ، در هوای سرد ، باعث گرم نگه داشتن بدن می‌شود. دارای سنسورهایی است که به فرد اجازه می دهد تا درجه گرما را مطابق با سرما تنظیم کند.

## نگارخانه

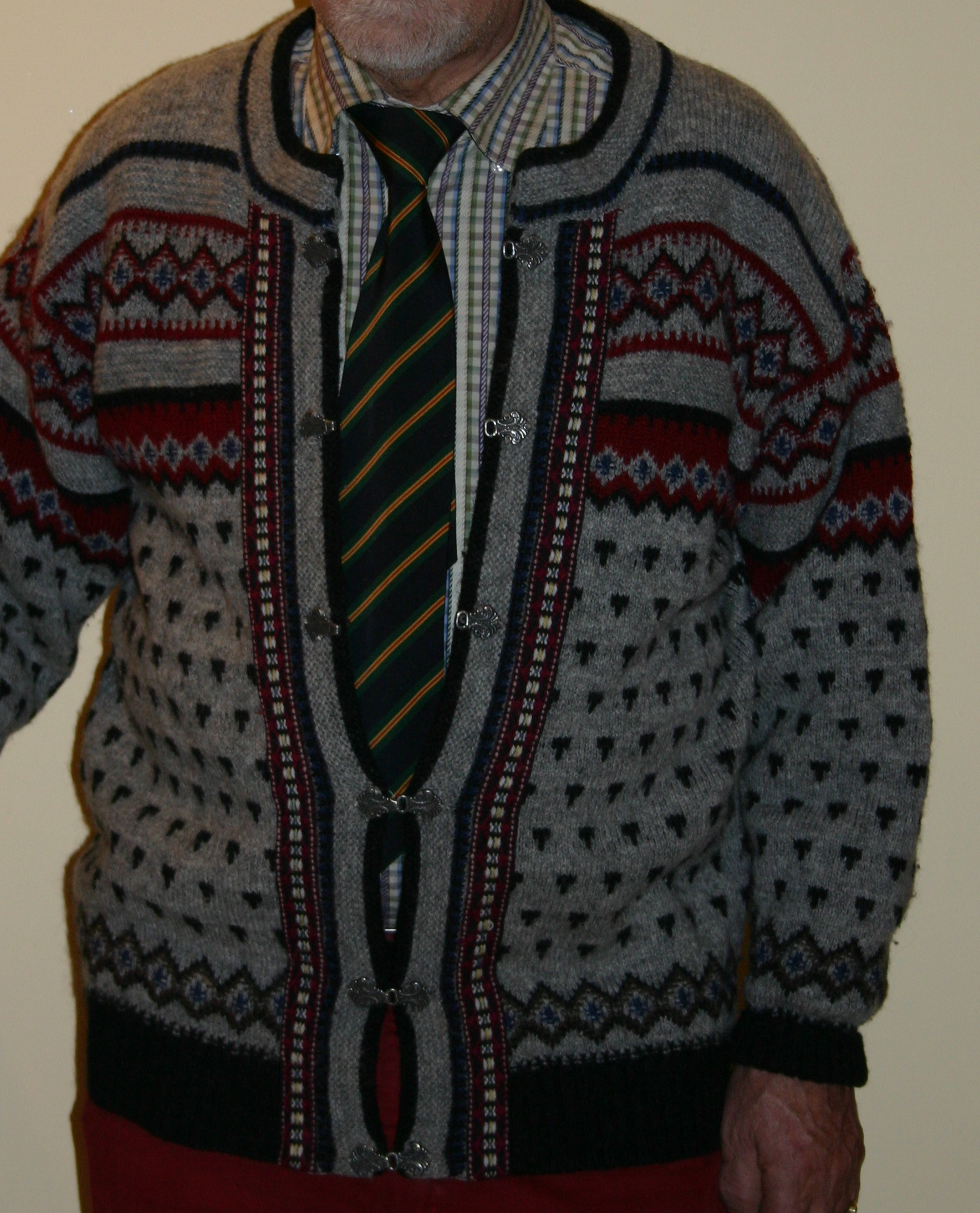
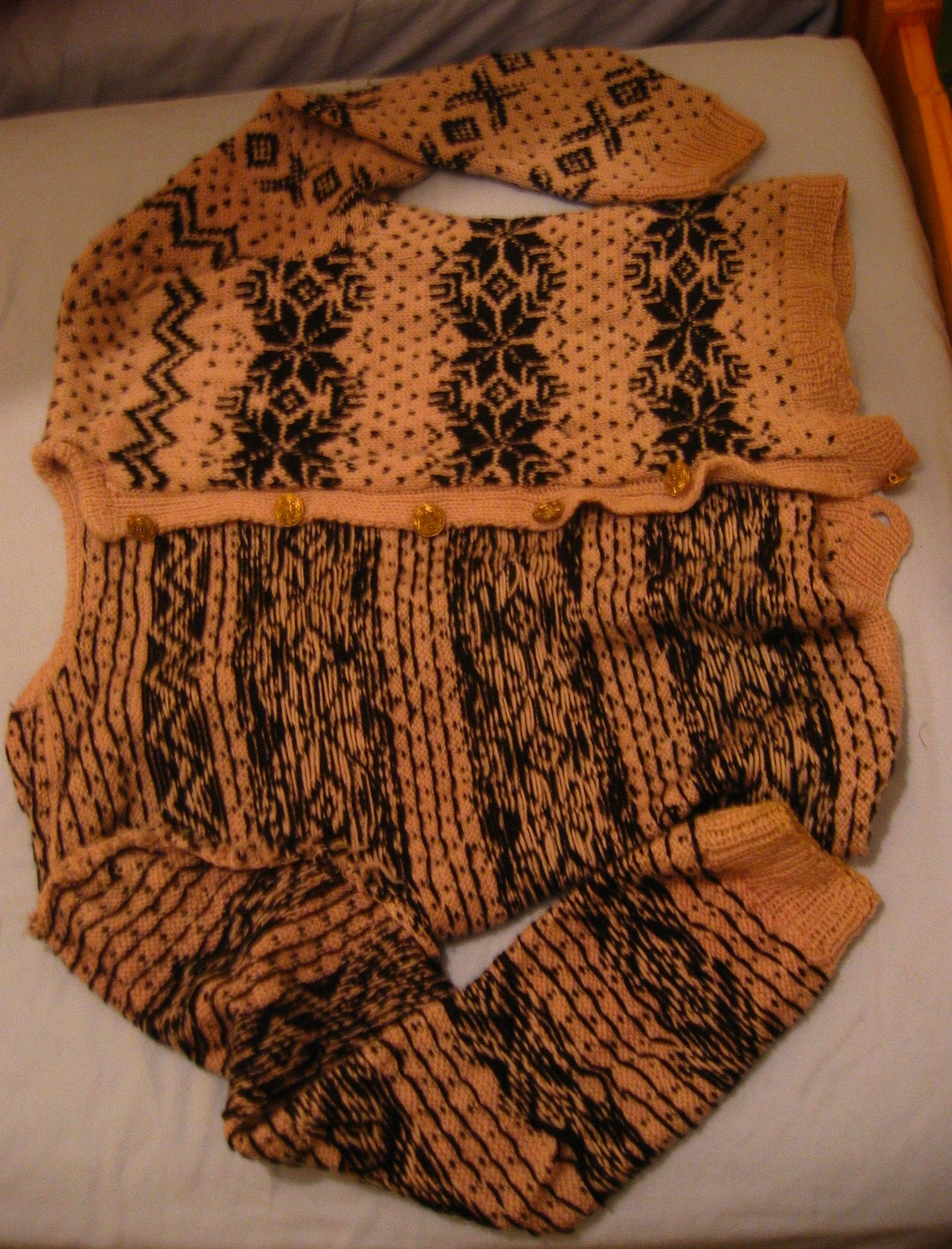
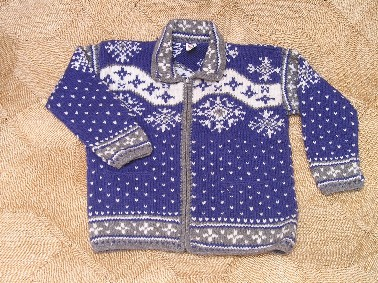
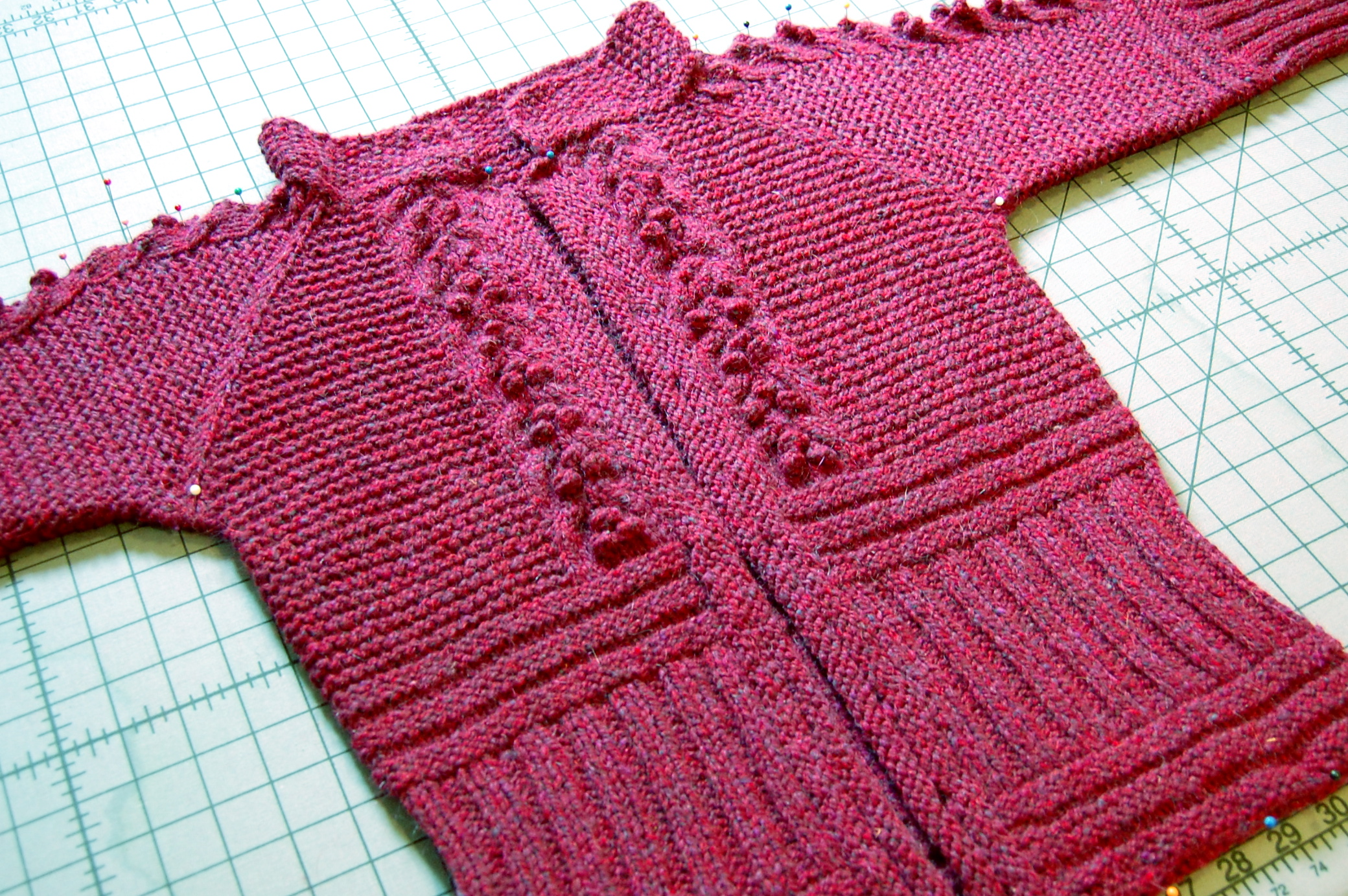
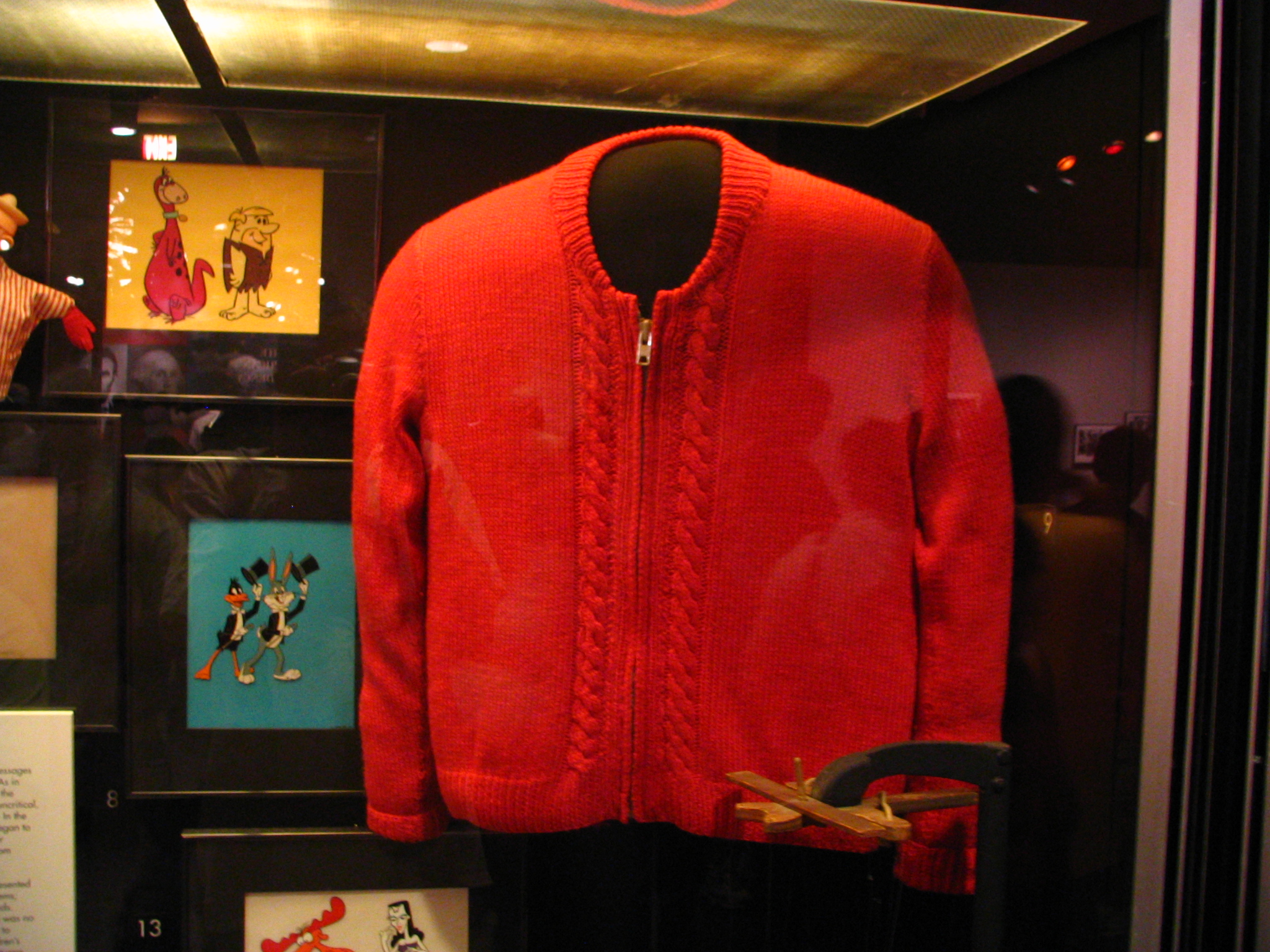
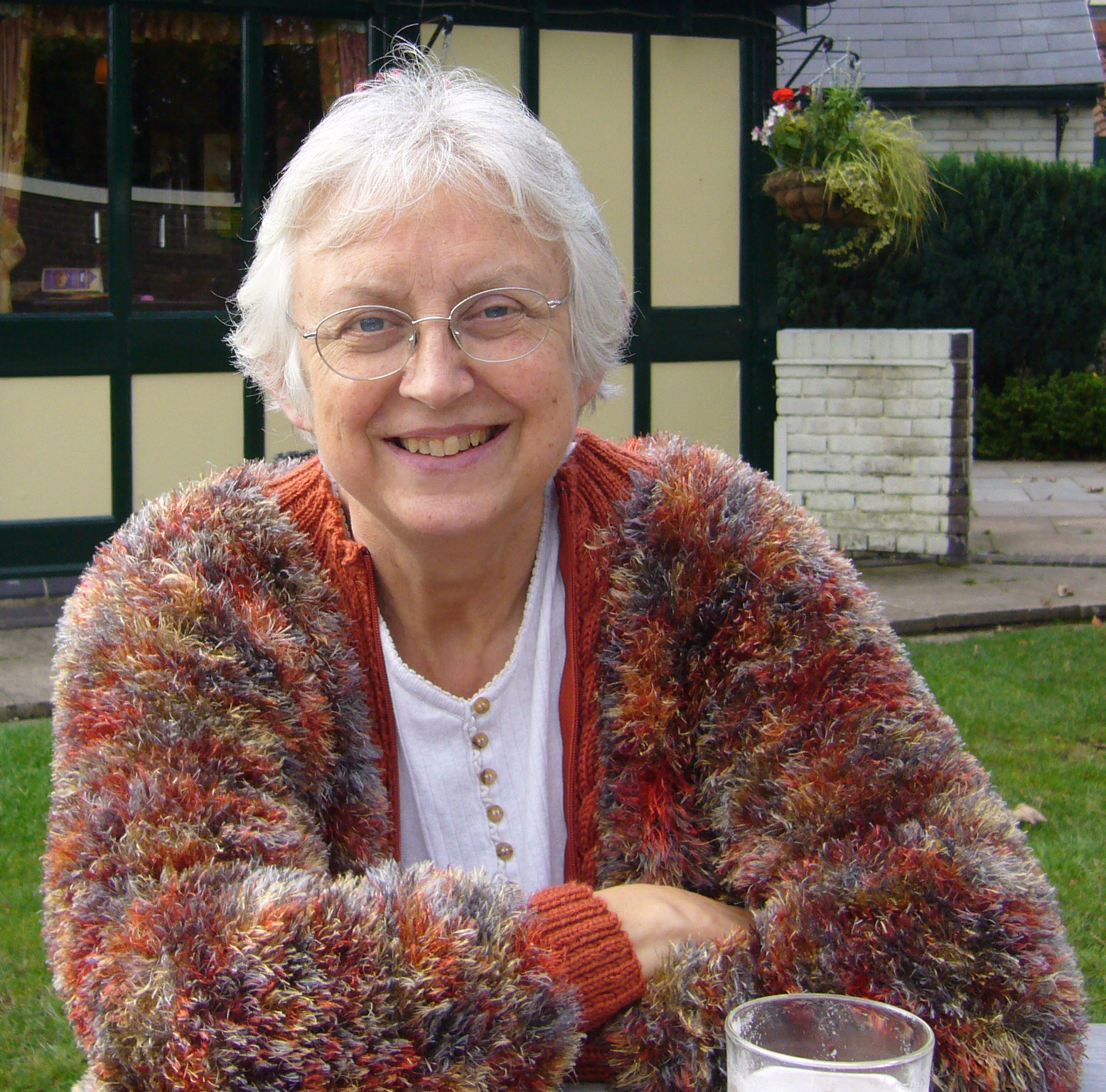
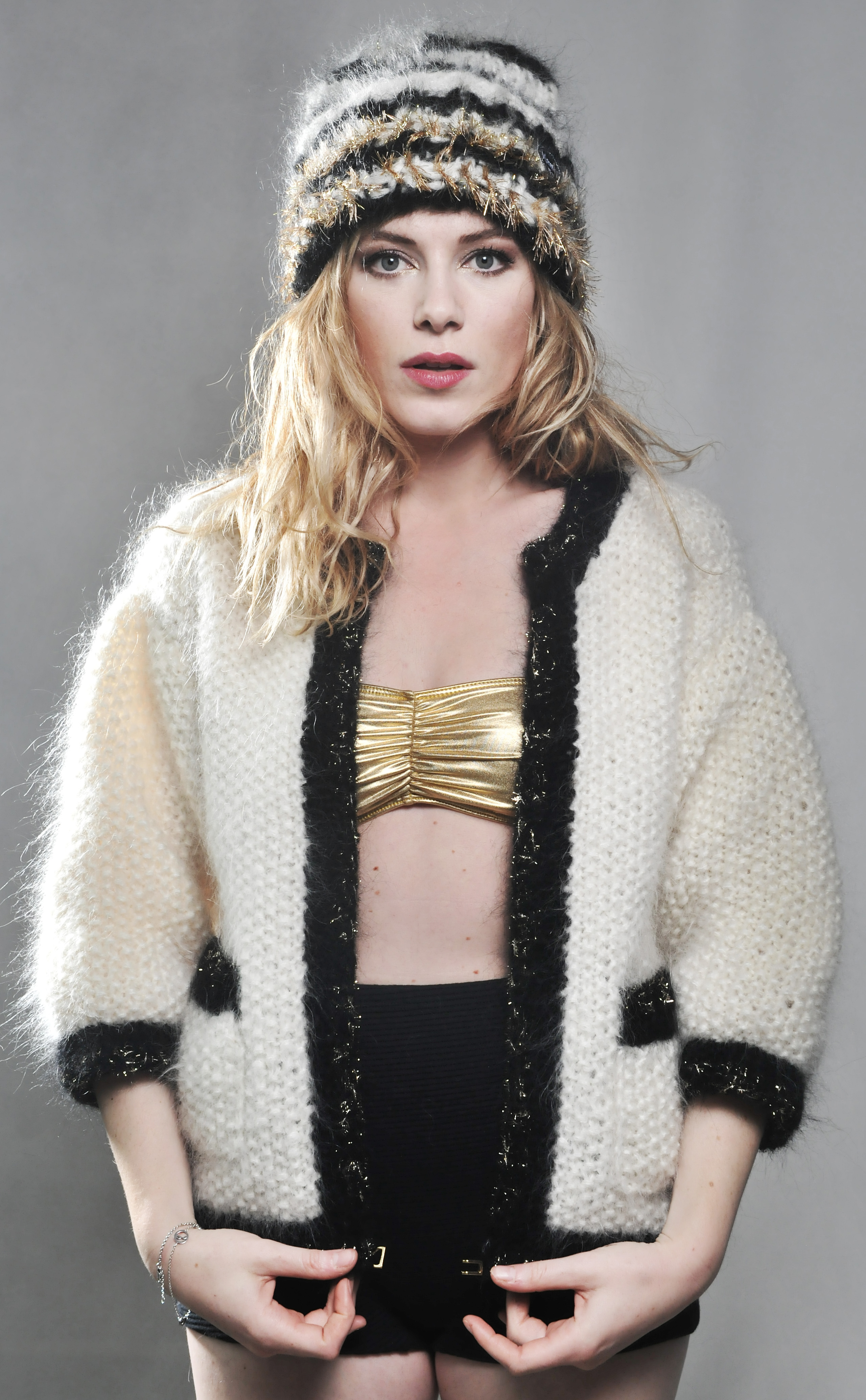
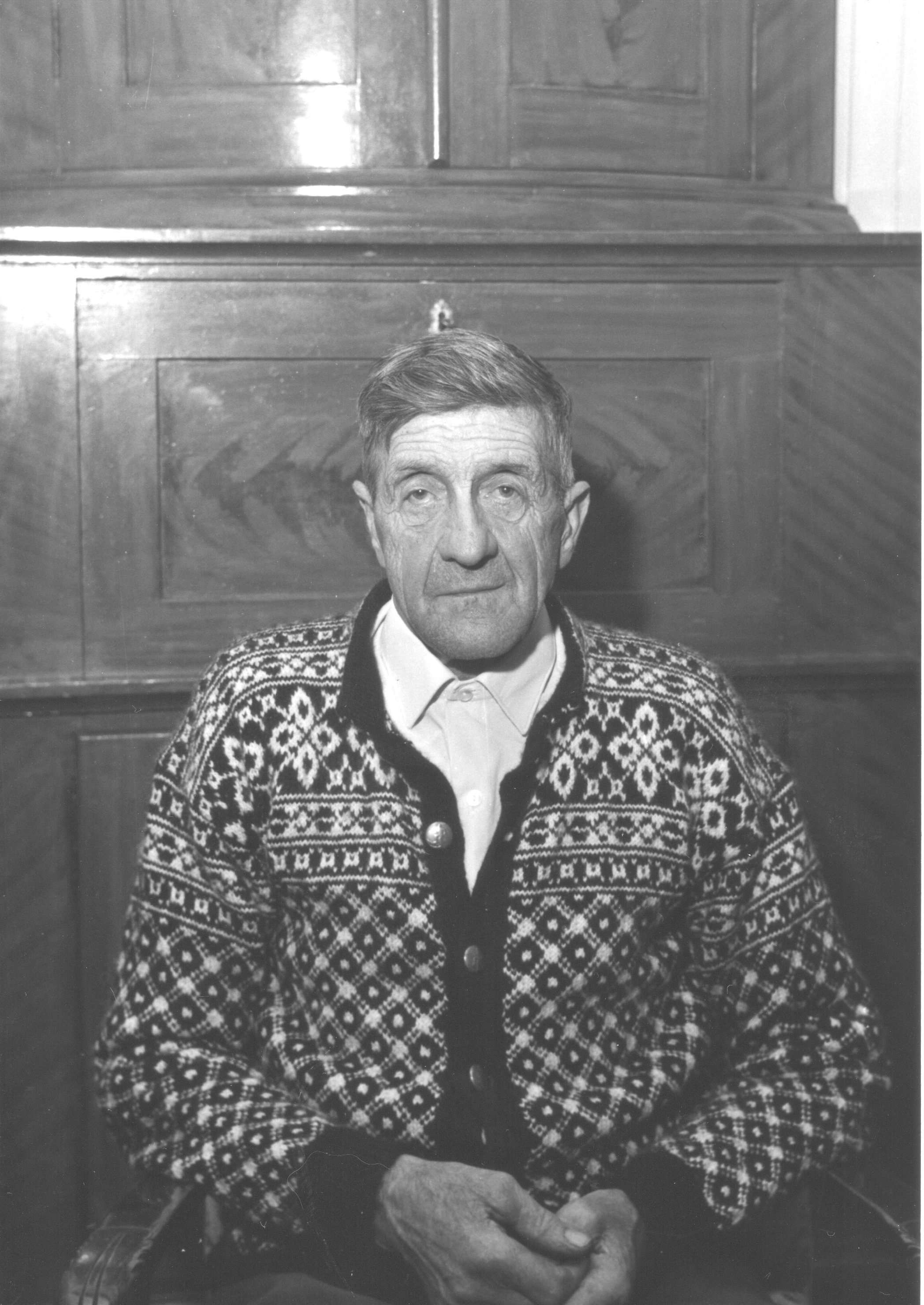
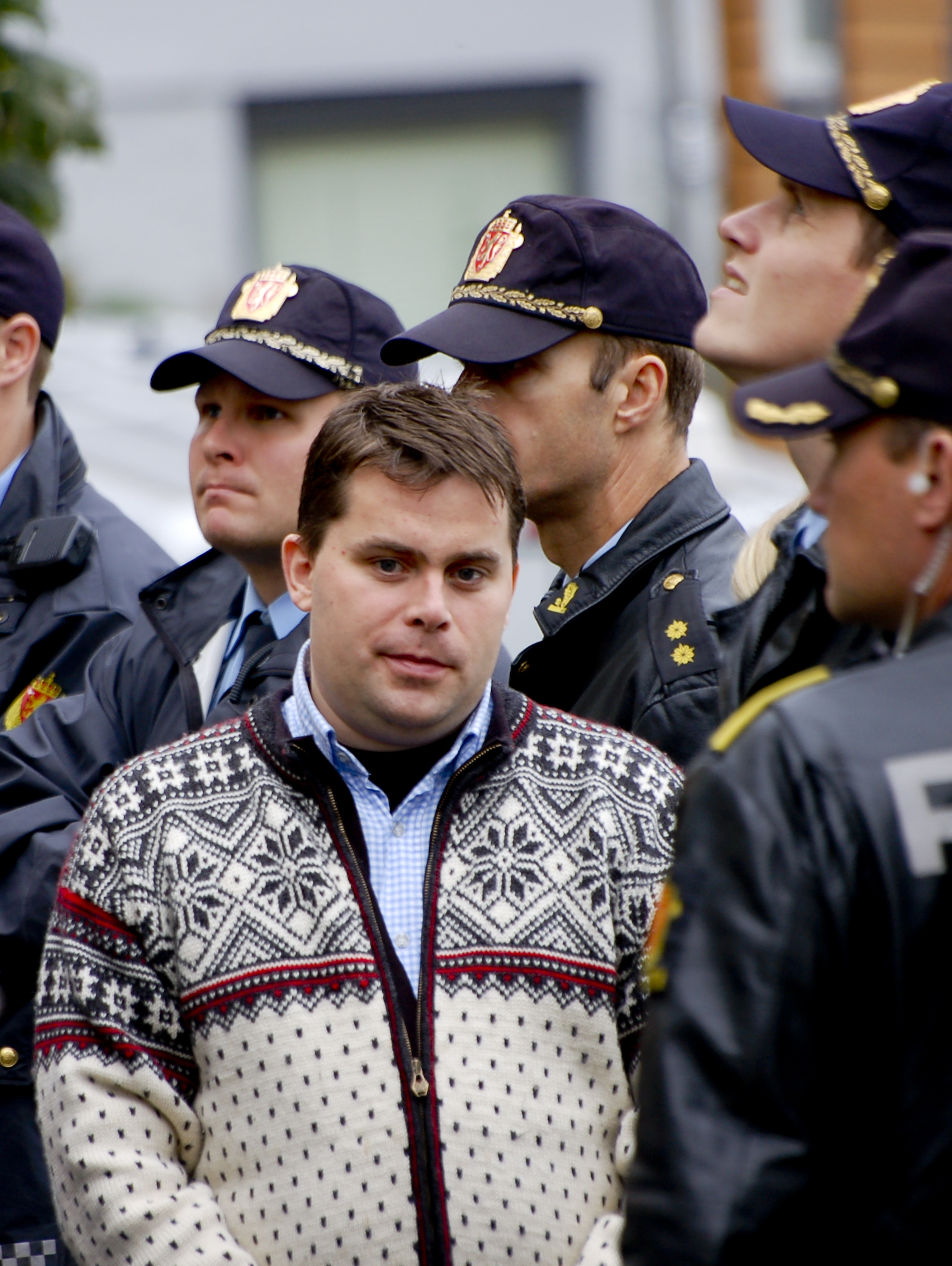